# Incus Records
Incus Records és un segell i companyia discogràfica fundada per Derek Bailey, Tony Oxley, Evan Parker i Michael Walters especialitzada en free jazz i improvisació lliure.
Oxley i Walters van marxar del segell un temps després de la seva fundació i el projecte va ser dirigit pel tandem Parker-Bailey fins el 1987, any en que Parker va marxar també i el segell va quedar en mans de Bailey i Karen Brookman fins a la mort de Bailey el 2005, a partir de la qual Brookman va continuar en solitari. El segell ha enregistrat  a un gran ventall d'artistes del jazz d'avantguarda, des del trio fundador fins a figures com Barry Guy, Howard Riley, Kenny Wheeler, Steve Lacy, Henry Kaiser o John Zorn.